# Krosnói járás
A Krosnói járás (lengyelül:powiat krośnieński) Lengyelország délkeleti részén, a lengyel–szlovák határ mentén fekvő területi közigazgatási és önkormányzati egység. A járás a Kárpátaljai vajdaságban helyezkedik el. A Krosnói járást 1999. január 1-én hozták létre az 1998-as lengyel önkormányzati reform eredményeképpen.
A járás központja és egyben legnagyobb városa Krosno, jóllehet közigazgatásilag Krosno járási jogú városként önálló egységet képez, tehát nem része Krosno járásnak. A járásban 4 város található: Jedlicze 9 km-re fekszik Krosnótól északnyugatra, Rymanów 17 km-re fekszik délkeleti irányban, Dukla 14 km-re fekszik déli irányban, Iwonicz-Zdrój 13 km-nyire fekszik déli irányban Krosnótól.
A járás területe 923,79 km², ahol a 2006-os adatok alapján 109 715 fő élt. Jedlice városában 5593 fő, Rymanówban 3564 fő, Duklában 2136 fő, Iwonicz-Zdrójban 1891 fő, míg a vidéki területeken 96 531 fő élt 2006-ban.
A járás nyugatról Jasłói járással, északról Strzyżówi járással, északkelet felől Przemyśli járással, kelet felől Sanoki járással és Brzozówi járással, míg dél felől Szlovákiával határos.

## Közigazgatási beosztása
Krosno járásban 10 gmina található, melyek közül négy városi-vidéki és hat vidéki gmina van. 
| Gmina                  | Típus         | Terület (km²) | Népesség (2006) | Székhely                        |
| ---------------------- | ------------- | ------------- | --------------- | ------------------------------- |
| Gmina Dukla            | városi-vidéki | 233.5         | 14,926          | Dukla                           |
| Gmina Rymanów          | városi-vidéki | 165.8         | 15,437          | Rymanów                         |
| Gmina Jedlicze         | városi-vidéki | 58.2          | 15,027          | Jedlicze                        |
| Gmina Miejsce Piastowe | vidéki        | 51.5          | 13,484          | Miejsce Piastowe                |
| Gmina Chorkówka        | vidéki        | 77.8          | 13,158          | Chorkówka                       |
| Gmina Iwonicz-Zdrój    | városi-vidéki | 45.5          | 10,945          | Iwonicz-Zdrój                   |
| Gmina Korczyna         | vidéki        | 92.4          | 10,733          | Korczyna (Kárpátaljai vajdaság) |
| Gmina Wojaszówka       | vidéki        | 83.4          | 9,102           | Wojaszówka                      |
| Gmina Krościenko Wyżne | vidéki        | 16.3          | 5,179           | Krościenko Wyżne                |
| Gmina Jaśliska         | vidéki        | 89            | c. 1,700        | Jaśliska                        |

## Fordítás
- Ez a szócikk részben vagy egészben  a   Krosno County című angol Wikipédia-szócikk ezen változatának fordításán alapul.  Az eredeti cikk szerkesztőit annak laptörténete sorolja fel. Ez a jelzés csupán a megfogalmazás eredetét és a szerzői jogokat jelzi, nem szolgál a cikkben szereplő információk forrásmegjelöléseként.